# スフィア (声優ユニット)
スフィア（sphere） は、寿美菜子、高垣彩陽、戸松遥、豊崎愛生による声優ユニット。ミュージックレイン所属。それぞれが個別で声優としても歌手としても活動している。ユニットとしての所属レーベルはGloryHeaven。

## 略歴
メンバーは全員、2005年から2006年にかけて開催された『ミュージックレイン スーパー声優オーディション』の合格メンバーで、そのオーディションの最終審査では、高垣と戸松が同組で、寿と豊崎が同組だった。2007年以降、ミュージックレインgirlsとして、4人でイベントやライブ活動を行っており、それらのイベントの中で4人でカバー曲を歌う場面も見られた が、その後、2009年2月15日に開催された『ミュージックレインgirls 春のチョコまつり』にてユニットを結成し、活動していくことが正式に発表された。
同年4月22日、デビューシングル「Future Stream」を発売。
2017年6月からスタートするツアーの終了をもってユニットとしての音楽活動は、2019年の結成10周年に向けての 「充電期間」に入ることが、2017年3月4日での国立代々木第一体育館でのライブ初日に発表された。その間もスフィア名義のラジオ番組は継続される。
2019年2月に舞浜アンフィシアターにて行われたスフィアチョコ祭り2019とスフィアライブ"Ignition"で「充電期間」が終了し、音楽活動が正式に再開された。

## 特徴
ユニット名の「スフィア（sphere）」とは、『天球』や『円』を意味し、4人の歌声をひとつの円のように『調和』させるように、との願いを込めて名付けられた。このため、ユニットのロゴは、「土星」をモチーフにしたものになっている。また、このロゴに描かれている4つの光は、4人のメンバーを表している。なお、ユニットとしてのイメージカラーは青色である。
スフィアポーズという自己紹介の時にするポーズがある。これは、手のひらを広げて親指の先と中指の先をくっつけるものである。
じゃんけんの時は"殴り合いでしょう"という掛け声をする。これは9thシングル「HIGH POWERED」の歌詞に"探り合いでしょう"という部分があり、そこが"殴り合いでしょう"という風に聞こえたことに由来する。

## メンバー
| 名前                         | 生年月日               | 出身地 | 並び順         | メンバーからの呼ばれ方           | イメージカラー |
| ---------------------------- | ---------------------- | ------ | -------------- | -------------------------------- | -------------- |
| 寿美菜子 （ことぶき みなこ） | 1991年9月17日（33歳）  | 兵庫県 | 戸松と高垣の間 | みなこ、みなちゃん               | パープル       |
| 高垣彩陽 （たかがき あやひ） | 1985年10月25日（39歳） | 東京都 | 寿と豊崎の間   | あやひー、あやひちゃん、どやひー | ピンク         |
| 戸松遥 （とまつ はるか）     | 1990年2月4日（35歳）   | 愛知県 | ステージ下手   | はるちゃん、はるか、ハルカス     | オレンジ       |
| 豊崎愛生 （とよさき あき）   | 1986年10月28日（38歳） | 徳島県 | ステージ上手   | あきちゃん、あきポン             | グリーン       |

- 表記や自己紹介の順番は氏名の50音順である。
- 並び順は身長のバランスを考えて決まった[1]。
- イメージカラーはカラオケボックスでそれぞれの好きな色を基に決めた[1]。
- グループのイメージカラーは      青。
- メンバー内での最年長者である高垣がリーダーのような役割を担っていることがあるが、正式にはユニット内のリーダーは決められていない。

## 年表
2009年
- 2月15日 - 『ミュージックレインgirls 春のチョコまつり』でスフィア（sphere）の結成を発表。
- 3月4日 - ランティスウェブラジオにて、スフィアによるWebラジオ（冠番組）『Pl@net Sphere』（プラネット スフィア）の配信開始。
- 4月22日 - デビューシングル「Future Stream」を発売。同作で『スフィア』として歌手デビュー。
- 5月17日 - 初のワンマンライブ『スフィア 1st Stream 〜スフィアとアニメの音楽会〜』を開催。
- 9月27日 - 富士急ハイランド コニファーフォレストにて行われた『ランティス祭り』に参加。
- 10月13日 - 携帯電話版・スフィア公式サイト『ミュージックレイン☆モバイル』を開設。
- 12月23日 - 1stアルバム『A.T.M.O.S.P.H.E.R.E』を発売。

2010年
- 4月18日〜7月25日 - スフィアにとって初めてのライブツアー『〜Sphere's rings live tour 2010〜』を合計8公演開催（追加公演含む）。
- 7月25日 - 『〜Sphere's rings live tour 2010〜』の最終公演を全国8箇所の劇場で3D生中継する『スフィア in 3D スクリーン 〜Sphere's rings live tour 2010〜 FINAL』を開催[5]。音楽ライブの劇場3D生中継を、国内女性アーティストとして初めて行った[注 5]。
- 8月28日 - さいたまスーパーアリーナで開催された『Animelo Summer Live 2010 -evolution-』に初参加。
- 11月17日 - 1stフォトブック『天体観測』を発売。
- 11月23日 - ライブ『スフィア ライブ2010「sphere ON LOVE,ON 日本武道館」』を開催。声優ユニットが武道館で単独ライブを開催したのは今回のスフィアが初であり、またメジャーデビューから1年7か月での武道館単独ライブ開催というのは、かつて声優アーティストとしては史上最速であった[6][7]。

2011年
- 1月1日 - 初ライブBD『〜Sphere's rings live tour 2010〜 FINAL LIVE BD plus スフィア in 3D』並びに初ライブDVD『〜Sphere's rings live tour 2010〜 FINAL LIVE DVD』を発売。
- 1月3日 - 初の地上波ラジオ冠番組『sphere 4 spring』がNACK5で放送開始。また、同日の朝日新聞朝刊に一面広告を掲載。そのことは6日発売の週刊新潮で取り上げられた。
- 3月9日 - 1stライブ写真集『Sphere is Ring』を発売。
- 4月15日 - 同日公開の映画『エンジェル ウォーズ』の日本語吹替版にメンバー全員が参加[8]。中でも豊崎と戸松は本作が吹替初参加である。
- 4月16日 - ラジオ『スフィアのオールナイトニッポンR』がニッポン放送より毎月第3土曜深夜に放送開始(単発放送は過去2回あるが、レギュラー放送では初)。
- 7月16日 - 初のテレビ冠番組『スフィアクラブ』が日本テレビにて放送開始。
- 8月31日 - ライブBD/DVD『スフィア LIVE 2010 sphere ON LOVE, ON 日本武道館』を発売。BDはオリコンウィークリーランキング1位を獲得した。
- 9月17日・9月18日 - 初の2daysライブ『Athletic Harmonies』を開催。

2012年
- 3月19日 - ミュージックレインモバイルがスマートフォンに対応。
- 4月5日 - 4人をイメージして企画されたテレビアニメ『夏色キセキ』が毎日放送（MBS）製作・JNN基幹局（五大都市圏）及び静岡放送（SBS）、BS-TBSで放送開始。
- 4月15日〜9月16日 - ライブツアー『〜Sphere's orbit live tour 2012〜』を名古屋を皮切りに合計14公演開催（追加公演含む）。
- 7月11日 - 3rdアルバム『Third Planet』がオリコンデイリーランキング1位を獲得。これがスフィアにとって初のオリコン1位であり、またレコード会社のランティスにとっても初のオリコン1位である。
- 11月11日 - Anime Festival Asia Singapore 2012に出演し、スフィアとして初めて海外でのライブを行った。

2013年
- 2月27日 - 初のミュージッククリップ集「Sphere Music Clips 2009 - 2012」が発売された。ファン投票により2ndアルバムSpring is here収録曲キミが太陽のMVが制作収録された。
- 9月15日 - 「スフィアブレード」が発売。これは、イベント用電池式ペンライト「キングブレード」とのコラボグッズである。
- 11月1日 - エンディング主題歌を担当するテレビアニメ『勇者になれなかった俺はしぶしぶ就職を決意しました。』第5話[注 6] でメンバー4人が本人役[注 7] で出演。

2014年
- 2月1日 - 「スフィアブレード -2014-」が発売された。
- 2月15日 - 結成5周年の記念日に、「ミュージックレイン☆モバイル」会員限定招待のイベント「『ラジオPl@net Sphere』公開録音2014 〜5周年チョコまつり〜」を2部制で開催。
- 2月26日 - 14thシングル「Eternal Tours」を発売。これが初めてのノンタイアップシングルとなる。
- 7月5日〜11月30日 - 『Sphere Café 〜Sphere 5th Anniversary〜』を「阿佐ヶ谷アニメストリートGoFa LABO」（東京都杉並区）にて開催。衣装展示・歴代CDジャケット展示・PVコメンタリー上映・コラボフードやコラボドリンク、同店限定のオリジナルグッズの発売などが行われた。
- 7月13日〜11月16日 - ライブツアー『〜Sphere's eternal live tour 2014〜』を埼玉を皮切りに合計12公演開催。
- 7月25日〜8月31日 - お好み焼きチェーン店の「道とん堀」とコラボ。メンバー4人の案を基に道とん堀のメニュー開発部がコラボメニューを開発して期間中提供された[9]。
- 8月7日 - フォトブック『プラニスフィア』発売。6通りのメンバー2人ずつによる対談や4人全員の対談などでメンバーそれぞれについてやスフィアに対する思いが語られている。
- 8月20日 - 全楽曲のハイレゾ音源がmoraにて配信開始。
- 12月12日 - スフィア5周年記念として「夏色キセキ」ベストアルバム『夏色キセキ Complete Songs 〜あの夏のカケラ〜』をローソンで受注生産限定発売。

2015年
- 1月19日 - 「ミュージックレイン☆モバイル」の名称を「スフィアモバイル」に変更。
- 1月24日 - 「スフィアブレード -2015-」が発売された。
- 1月31日〜3月21日 - 『Sphere Café リターンズ』を「阿佐ヶ谷アニメストリートGoFa LABO」にて開催[10]。
- 2月11日 - 初のベストアルバム『スフィア 5周年ファンセレクト ベストアルバム "sphere"』を発売（収録曲はファン投票で決定）。付属DVDにはオリジナルバラエティー番組が収録。16thシングル『情熱CONTINUE』も同時発売。
- 3月13日 - 「スフィアモバイル」の名称を「sphere portal square」に変更。これに伴い、サイトをパソコンからもログイン可能な形でフルリニューアルしサービスが追加された。リニューアルサービスの対象はスマートフォン並びにパソコンとなる。（引き続きチケット先行受付はガラケーからでも申込み可能だが、ガラケー上のサービス更新は停止。）
- 6月14日 - ローソン開業40周年を記念して、当日限定で全国のローソンにてスフィアの店内アナウンスが流れた。
- 6月16日〜6月17日 - スフィアとしてニコニコ生放送初出演となる特番『vividきました！スフィアニコニコ初解禁SP!!!!』が放送された（生出演パートは17日夜）。ただし生放送当日は戸松が体調不良で欠席したため3人での出演になったことから、正確にはスフィアではないとメンバーは語っている。

2016年
- 3月5日〜3月6日 - スフィアのライブとメンバー4人のソロライブを大ボリュームで合わせたSphere Fes. 2016を開催。
- 4月20日 - HoneyWorksとのコラボシングル発売。
- 7月2日 - Anisong World Matsuri 〜Japan Super Live〜に出演し、スフィアとして初めて北米でのライブを行った。
- 10月12日 - スフィアとしてLINE LIVE初出演となる特番『スフィア特番！みえるPl@net sphere』が放送された。

2017年
- 3月4日 - LAWSON presents スフィアスーパーライブ2017 ミラクルスフィア in 代々木第一体育館 1日目において、本年に行う「LAWSON presents Sphere live tour 2017 “We are SPHERE!!!!”」の終了をもって音楽活動の充電期間に入ることを発表。(2019年まで)
- 11月12日 - LAWSON presents Sphere live tour 2017 "We are SPHERE!!!!! 2日目をもって、音楽活動が充電期間に突入。

2018年
- 11月4日 - 韓国で開催されるアニメ・ゲームのイベントAGF Koreaに出演し、スフィアとして初めて海外でトークのみのイベントを行った。

2019年
- 2月17日 - LAWSON presents Sphere 10th anniversary Live 2019 "Ignition"にて、1年3ヵ月の充電期間が終了し、音楽活動を正式に再開した。

2024年
- 11月27日 - デビュー15周年記念シングル「Shining days, shining stars!」を発売[11]。

2025年
- 2月22日〜2月23日 - 5年ぶりとなるワンマンライブが立川ステージガーデンにて開催される[12]。

## ディスコグラフィ

### シングル
|            | 発売日         | タイトル                     | 規格品番                                                                            | 規格品番                                                                            | 規格品番     | オリコン 最高位 |
| 初回限定盤 | 発売日         | タイトル                     | 通常盤                                                                              | 期間限定盤                                                                          |              | オリコン 最高位 |
| ---------- | -------------- | ---------------------------- | ----------------------------------------------------------------------------------- | ----------------------------------------------------------------------------------- | ------------ | --------------- |
| 1st        | 2009年4月22日  | Future Stream                | LASM-34001/2                                                                        | LASM-4001                                                                           |              | 23位            |
| 2nd        | 2009年7月29日  | Super Noisy Nova             | LASM-34017/8                                                                        | LASM-4017                                                                           | 14位         |                 |
| 3rd        | 2009年11月25日 | 風をあつめて/Brave my heart  | LASM-34030/1                                                                        | LASM-4030                                                                           | 15位         |                 |
| 4th        | 2010年4月21日  | REALOVE:REALIFE              | LASM-34051/2                                                                        | LASM-4051                                                                           | 12位         |                 |
| 5th        | 2010年7月28日  | Now loading...SKY!!          | LASM-34060/1                                                                        | LASM-4060                                                                           | 9位          |                 |
| 6th        | 2010年10月20日 | MOON SIGNAL                  | LASM-34080/1                                                                        | LASM-4080                                                                           | 8位          |                 |
| 7th        | 2011年5月11日  | Hazy                         | LASM-34095/6                                                                        | LASM-4095                                                                           | 10位         |                 |
| 8th        | 2011年7月27日  | LET・ME・DO!!                | LASM-34105/6                                                                        | LASM-4015                                                                           | 8位          |                 |
| 9th        | 2011年10月26日 | HIGH POWERED                 | LASM-34114/5                                                                        | LASM-4114                                                                           | 7位          |                 |
| 10th       | 2012年4月25日  | Non stop road/明日への帰り道 | LASM-34134/5                                                                        | LASM-4134                                                                           | LASM-34136/7 | 6位             |
| 11th       | 2012年11月7日  | Pride on Everyday            | LASM-34150/1                                                                        | LASM-4150                                                                           |              | 8位             |
| 12th       | 2013年5月1日   | GENESIS ARIA                 | LASM-34155/6                                                                        | LASM-4155                                                                           | 7位          |                 |
| 13th       | 2013年11月27日 | Sticking Places              | LASM-34157/8                                                                        | LASM-4157                                                                           | LASM-34159   | 15位            |
| 14th       | 2014年2月26日  | Eternal Tours                | LASM-4160/1 (Type A) LASM-4162/3 (Type B) LASM-4164/5 (Type C) LASM-4166/7 (Type D) | LASM-4160/1 (Type A) LASM-4162/3 (Type B) LASM-4164/5 (Type C) LASM-4166/7 (Type D) |              | 6位             |
| 15th       | 2014年5月14日  | 微かな密かな確かなミライ     | LASM-34168/9                                                                        | LASM-4168                                                                           | LASM-34170   | 15位            |
| 16th       | 2015年2月11日  | 情熱CONTINUE                 | LASM-34171                                                                          | LASM-4171                                                                           |              | 9位             |
| 17th       | 2015年7月15日  | vivid brilliant door!        | LASM-34173/4                                                                        | LASM-4173                                                                           | LASM-34175   | 16位            |
| 18th       | 2015年10月14日 | DREAMS, Count down!          | LASM-34176/7 (A) LASM-34178/9 (B)                                                   | LASM-4176                                                                           |              | 7位             |
| 19th       | 2016年11月16日 | My Only Place                | LASM-34180                                                                          | LASM-4180                                                                           | LASM-34182   | 20位            |
| 20th       | 2017年11月8日  | Heart to Heart               | LASM-34183/4                                                                        | LASM-4183                                                                           | LASM-34185   | 16位            |
| 21st       | 2019年6月19日  | best friends                 | LASM-34186                                                                          | LASM-4186                                                                           |              | 20位            |
| 22nd       | 2019年10月23日 | Sign                         | LASM-34188                                                                          | LASM-4188                                                                           | 21位         |                 |
| 23rd       | 2024年11月27日 | Shining days, shining stars! |                                                                                     | LASM-4190                                                                           |              | 19位            |

#### 配信限定シングル
| 発売日        | タイトル           | 規格品番   | 出典          |
| ------------- | ------------------ | ---------- | ------------- |
| 2021年2月15日 | スクランブルデイズ | LACZ-10059 | [ 14 ] [ 15 ] |

### アルバム

#### オリジナルアルバム
|            | 発売日         | タイトル            | 規格品番     | 規格品番         | 規格品番       | オリコン 最高位 |
| 初回限定盤 | 発売日         | タイトル            | 通常盤       | 数量・完全限定盤 |                | オリコン 最高位 |
| ---------- | -------------- | ------------------- | ------------ | ---------------- | -------------- | --------------- |
| 1st        | 2009年12月23日 | A.T.M.O.S.P.H.E.R.E | LASA-35026/7 | LASA-5026        |                | 19位            |
| 2nd        | 2011年3月16日  | Spring is here      | LASA-35085/6 | LASA-5085        | LASA-35089〜91 | 8位             |
| 3rd        | 2012年7月11日  | Third Planet        | LASA-35134/5 | LASA-5131        | LASA-35131/2   | 3位             |
| 4th        | 2014年6月25日  | 4 colors for you    | LASA-35155/6 | LASA-5153        | LASA-35153/4   | 7位             |
| 5th        | 2017年2月1日   | ISM                 | LASA-35161   | LASA-5159        | LASA-35159     | 11位            |

#### その他のアルバム
| 発売日        | タイトル | 規格品番     | 規格品番  | オリコン 最高位 | 備考                                        |
| 発売日        | タイトル | 初回限定盤   | 通常盤    | オリコン 最高位 | 備考                                        |
| ------------- | -------- | ------------ | --------- | --------------- | ------------------------------------------- |
| 2015年2月11日 | sphere   | LASA-35157/8 | LASA-5157 | 7位             | スフィア 5周年ファンセレクト ベストアルバム |
| 2019年5月8日  | 10s      | LASA-35163/4 | LASA-5163 | 9位             | スフィア10th Anniversary Album              |

### 映像作品

#### ライブ映像
|      | 発売日         | タイトル                                                                     | 規格品番     | 規格品番     |
| BD   | 発売日         | タイトル                                                                     | DVD          |              |
| ---- | -------------- | ---------------------------------------------------------------------------- | ------------ | ------------ |
| 1st  | 2011年1月1日   | 〜Sphere's rings live tour 2010〜 FINAL                                      | LASX-8004/5  | LASD-7013/4  |
| 2nd  | 2011年8月31日  | スフィア LIVE 2010 sphere ON LOVE, ON 日本武道館                             | LASX-8013/4  | LASD-7019/20 |
| 3rd  | 2012年3月14日  | スフィアライブ2011「Athletic Harmonies-デンジャラスステージ-」               | LASX-8015/6  | LASD-7024/5  |
| 3rd  | 2012年3月14日  | スフィアライブ2011「Athletic Harmonies-クライマックスステージ-」             | LASX-8017/8  | LASD-7026/7  |
| 4th  | 2013年3月27日  | 〜Sphere's orbit live tour 2012 FINAL SPECIAL STAGE〜                        | LASX-8021/2  |              |
| 5th  | 2014年4月30日  | スフィアライブ2013「SPLASH MESSAGE!-サンシャインステージ-」                  | LASX-8023/4  |              |
| 5th  | 2014年4月30日  | スフィアライブ2013「SPLASH MESSAGE!-ムーンライトステージ-」                  | LASX-8025/6  |              |
| 6th  | 2014年11月5日  | スタートダッシュミーティング Ready Steady 5周年! in 日本武道館〜いちにちめ〜 | LASX-8027/8  |              |
| 6th  | 2014年11月5日  | スタートダッシュミーティング Ready Steady 5周年! in 日本武道館〜ふつかめ〜   | LASX-8029/30 |              |
| 7th  | 2015年4月22日  | 〜Sphere's eternal live tour 2014〜                                          | LASX-8031/2  |              |
| 8th  | 2015年8月26日  | Sphere BEST live 2015 ミッションイントロッコ!!!! -Plan B-                    | LASX-8033/4  |              |
| 9th  | 2016年7月6日   | sphere music story 2015 “DREAMS, Count down!!!!”                             | LASX-8035/6  |              |
| 10th | 2018年3月21日  | Sphere live tour 2017 “We are SPHERE!!!!!"                                   | LASX-8037    |              |
| 11th | 2020年10月21日 | スフィアSphere 10th anniversary Live 2020 "スフィアだよ！全曲集合!!"         | LASX-8042〜6 |              |

#### PV集
|     | 発売日        | タイトル                       | 規格品番  |
| --- | ------------- | ------------------------------ | --------- |
| 1st | 2013年2月27日 | Sphere Music Clips 2009 - 2012 | LASX-8019 |

### フォトブック
|     | 発売日         | タイトル       | ISBN                |
| --- | -------------- | -------------- | ------------------- |
| 1st | 2010年11月17日 | 天体観測       | ISBN 978-4054047556 |
| 2nd | 2014年8月7日   | プラニスフィア | ISBN 978-4054060845 |
| 3rd | 2017年10月13日 | スフィアニ！   | ISBN 978-4789772716 |

### ライブ写真集
|     | 発売日         | タイトル                                                        | ISBN                |
| --- | -------------- | --------------------------------------------------------------- | ------------------- |
| 1st | 2011年3月9日   | スフィア1stLIVE写真集 Sphere is Ring                            | ISBN 978-4072736203 |
| 2nd | 2012年9月15日  | “〜Sphere's orbit live tour 2012〜”メモリアルフォトブック Orbit |                     |
| 3rd | 2013年10月15日 | スフィアライブ 2013「SPLASH MESSAGE!」E-RAVEL写真集             |                     |
| 4th | 2016年1月13日  | sphere music story 2015 "DREAMS, Count down!!!!" ライブ写真集   |                     |

### ライブCD
|     | 発売日       | タイトル                                                           | 規格品番   | 備考               |
| --- | ------------ | ------------------------------------------------------------------ | ---------- | ------------------ |
| 1st | 2016年1月1日 | Sphere BEST live 2015 ミッション イン トロッコ!!!!-plan B- LIVE CD | LZM-2136/7 | Loppi・HMV限定発売 |

### コンピレーション参加作品
| 発売日        | 作品             | アーティスト名 | 備考                                                                       |
| ------------- | ---------------- | --- | -------------------------------------------------------------------------- |
| 2009年6月3日  | dear-dear DREAM  | マイサンシャイン（高垣彩陽） meets スフィア | テレビアニメ『バトルスピリッツ 少年突破バシン』2代目エンディングテーマ     |
| 2016年4月20日 | 一分一秒君と僕の | HoneyWorks meets スフィア | アニメ映画『ずっと前から好きでした。〜告白実行委員会〜』エンディングテーマ |
| 2019年5月17日 | CROSSING STORIES | 亜咲花、石原夏織、伊藤美来、オーイシマサヨシ、大橋彩香、ZAQ、JUNNA、鈴木このみ、スフィア、TRUE、towana（fhána）、畠中祐、幹葉（スピラ・スピカ）、三森すずこ | ライブイベント『Animelo Summer Live 2019 -STORY-』テーマソング             |

| 発売日         | 作品                                         | 備考 |
| -------------- | -------------------------------------------- | --- |
| 2009年9月9日   | Lantis 10th anniversary Best -090927-        | 1st Single「Future Stream」を収録 |
| 2011年8月10日  | ZONEトリビュート〜君がくれたもの〜           | トリビュートカバーアルバム「glory colors 〜風のトビラ〜」をカバー                                                                                            |
| 2014年12月12日 | 夏色キセキ Complete Songs 〜あの夏のカケラ〜 | 10th Single「Non stop road／明日への帰り道」と イメージソング「優しさに包まれるように」を収録 スフィア5周年記念企画 テレビアニメ『夏色キセキ』ベストアルバム |

### タイアップ曲
| 楽曲                     | タイアップ | 時期   |
| ------------------------ | --- | ------ |
| Future Stream            | テレビアニメ『初恋限定。』オープニングテーマ テレビ埼玉他『Run Run LAN!』2009年4月・5月度エンディングテーマ   | 2009年 |
| Treasures!!              | オンラインゲーム『トリックスター』イメージソング                                                              | 2009年 |
| Super Noisy Nova         | テレビアニメ『宙のまにまに』オープニングテーマ テレビ埼玉他『Run Run LAN!』2009年7月・8月度エンディングテーマ | 2009年 |
| Dangerous girls          | PSPゲーム『剣と魔法と学園モノ。2』イメージソング                                                              | 2009年 |
| 風をあつめて             | オンラインゲーム『ラグナロクオンライン』7thアニバーサリーソングス                                             | 2009年 |
| Brave my heart           | オンラインゲーム『ラグナロクオンライン』7thアニバーサリーソングス                                             | 2009年 |
| A.T.M.O.S.P.H.E.R.E      | AT-X『Club AT-X だぶるあ〜る』2010年冬エンディングテーマ                                                      | 2010年 |
| REALOVE:REALIFE          | テレビアニメ『いちばんうしろの大魔王』オープニングテーマ                                                      | 2010年 |
| Now loading...SKY!!      | テレビアニメ『あそびにいくヨ！』オープニングテーマ                                                            | 2010年 |
| かってな成長期           | PS3/PSPゲーム『剣と魔法と学園モノ。3』オープニングテーマ                                                      | 2010年 |
| MOON SIGNAL              | テレビアニメ『おとめ妖怪 ざくろ』オープニングテーマ                                                           | 2010年 |
| クライマックスホイッスル | パチスロ『シスタークエスト2〜魔剣の騎士と白銀の巫女〜』オープニングテーマ                                     | 2010年 |
| 夢奏レコード             | パチスロ『シスタークエスト2〜魔剣の騎士と白銀の巫女〜』エンディングテーマ                                     | 2010年 |
| Hazy                     | テレビアニメ『花咲くいろは』エンディングテーマ                                                                | 2011年 |
| LET・ME・DO!!            | 日本テレビ『スフィアクラブ』オープニングテーマ                                                                | 2011年 |
| HIGH POWERED             | テレビアニメ『侵略!?イカ娘』オープニングテーマ                                                                | 2011年 |
| 優しさに包まれるように   | テレビアニメ『夏色キセキ』イメージソング                                                                      | 2012年 |
| Non stop road            | テレビアニメ『夏色キセキ』オープニングテーマ                                                                  | 2012年 |
| 明日への帰り道           | テレビアニメ『夏色キセキ』エンディングテーマ                                                                  | 2012年 |
| Pride on Everyday        | テレビアニメ『バクマン。』第3シリーズエンディングテーマ                                                       | 2012年 |
| GENESIS ARIA             | テレビアニメ『アラタカンガタリ〜革神語〜』オープニングテーマ                                                  | 2013年 |
| Sticking Places          | テレビアニメ『勇者になれなかった俺はしぶしぶ就職を決意しました。』エンディングテーマ                          | 2013年 |
| 微かな密かな確かなミライ | テレビアニメ『龍ヶ嬢七々々の埋蔵金』エンディングテーマ                                                        | 2014年 |
| 情熱CONTINUE             | テレビアニメ『夜ノヤッターマン』エンディングテーマ                                                            | 2015年 |
| vivid brilliant door!    | テレビアニメ『電波教師』オープニングテーマ                                                                    | 2015年 |
| My Only Place            | テレビアニメ『装神少女まとい』エンディングテーマ                                                              | 2016年 |
| Heart to Heart           | テレビアニメ『つうかあ』オープニングテーマ                                                                    | 2017年 |
| Pl@net Spheres!!         | ラジオ『Pl@net Sphere』テーマソング                                                                           | 2019年 |
| best friends             | テレビアニメ『ゾイドワイルド』エンディングテーマ                                                              | 2019年 |
| Sign                     | 特撮ドラマ『ウルトラマンタイガ』エンディングテーマ                                                            | 2019年 |
| Life is Wonder!!         | テレビドラマ『劇団スフィア』主題歌                                                                            | 2019年 |

## 出演

### テレビ
冠番組
- スフィアクラブ（日本テレビ：2011年7月16日 - 12月17日）[注 11]
- スフィアのNEVER ENDING PARK!!!!（TOKYO MXなど：2014年12月26日[17]）
- 劇団スフィア（TOKYO MXなど：2019年10月16日 - 2019年12月19日）[18]

アニメ
- 『夏色キセキ』（MBS・TBS系）：企画当初から4人をイメージして制作された。
- 『勇者になれなかった俺はしぶしぶ就職を決意しました。』（独立局ほか）：EDを担当した縁から、4人それぞれが「本人」役としてゲスト出演。

バラエティー・音楽
- あにてれ Presents アニソンぷらす+（『スフィアえっくす×』／テレビ東京：2009年、ゲスト）[注 12]
- Run Run LAN!（テレビ埼玉ほか、ゲスト）
- あにてれ Presents アニソ〜ンぷらす+（『スフィアえっくす×』／テレビ東京：2010年、ゲスト）
- あにてれ Presents アニソンぷらす+（『スフィアえっくす×』／テレビ東京：2011年、ゲスト）
- MUSIC JAPAN （NHK：2011年4月3日、ゲスト）
- リスアニ!TV（TOKYO MX&MUSIC ON! TV、新曲リリース時を中心にコーナーゲスト出演）
- アニメソング史上最大の祭典〜アニメロサマーライブ〜（NHK BSプレミアム：2013年12月1日・2015年11月29日・2017年11月26日）
- アニソン!プレミアム! 夏の生放送実験SP!（NHK BSプレミアム：2019年6月2日、ゲスト）

ドキュメンタリー
- うたたね♪（TOKYO MX：2009年9月12日、特集アーティスト）
- スフィア SPECIAL（MUSIC ON! TV、特集アーティスト）
  - vol.1（2010年7月18日）
  - vol.2（2010年8月15日）
  - vol.3（2010年9月19日）

情報番組
- めざましテレビ ミドリgaマドグチ コーナー出演（フジテレビ、2013年9月27日）

### 映画
- スマーフ スマーフェットと秘密の大冒険（2017年）

### Web動画
- Ustream特別番組『みえる Pl@net Sphere』（2011年3月20日、Ustream）[注 13]
- スフィア緊急ミーティング 〜みんなで！5周年企画会議〜（2013年11月17日、JAMBORiii STATION または Ustream）
- vividきました！スフィアニコニコ初解禁SP!!!!（2015年6月16日〜17日、ニコニコ生放送）[注 14]
- スフィア生出演!「LAWSON presents Sphere Fes. 2016」開催記念ニコ生SP 〜今度は戸松も来るってよ〜（2016年1月23日、ニコニコ生放送）
- スフィア特番！みえるPl@net sphere（2016年10月12日、LINE LIVE<LIVEチャンネル/ランティスチャンネル>）
- スフィアシングル発売日記念！みえるPl@net sphere（2016年11月16日、LINE LIVE<LIVEチャンネル/ランティスチャンネル>）

### ラジオ
- Pl@net Sphere （ランティスウェブラジオ：2009年3月4日 - 2018年3月、スフィア公式Webサイト：2018年4月4日 - ）
- スフィアのととモノらじお（文化放送・超!A&G+など『A&G 超RADIO SHOW〜アニスパ!〜』内：2009年5月23日 - 7月18日）
- 剣と魔法と学園モノ。2 Presents スフィアと鷲崎と60分モノ（超!A&G+：2009年6月27日（単発））
- スフィア（sphere）のSay!You Young（超!A&G+：2010年4月12日（単発））
- スフィアのオールナイトニッポンR (ニッポン放送：2010年6月18日（単発）、2011年4月16日(レギュラー) - 2017年3月19日（毎月第3土曜深夜）、2017年3月19日-（不定期））
- スフィアのオールナイトニッポン (ニッポン放送：2010年12月13日（単発））
- sphere 4 spring（NACK5：2011年1月3日 - 3月28日）
- ミュ〜コミ+プラス (ニッポン放送：2012年3月12日、2015年2月12日) 代役パーソナリティとして
- THE QUARTER ～スフィアの10s is Wonder!!～（TOKYO FM：2019年10月1日 - 12月）

ラジオドラマ
- 私立ハコ入り女学園（ニッポン放送『ミュ〜コミ+プラス』内コーナー『アニコボ』木曜日「ラジメーション」：2010年1月14日 - 2010年3月25日）

### 雑誌
- 連載「スフィアの千里の道も四歩から」（Gakken『声優アニメディア』2009年4月号 - 2023年9月号）
- 連載「スフィアアルバムA面」（フリーペーパー『アニカン』2009年5月号 - 2010年4月号）
- 連載「スフィアアルバムB面」（アニカンJP 2009年5月号 - 2010年4月号）
- 連載「Jumpin' Sphere」（集英社『ジャンプスクエア』2011年9月号 - 2016年12月号 ）

### その他
- トリックスター[19]
- 剣と魔法と学園モノ。2[20]

## 主なライブ・イベント
ユニットとして出演したものに限る(それぞれ「単独で出演しながらも4人が揃った」ものは除外)。

### 単独イベント
| 出演日             | タイトル                                                                                                 | 会場                                  | 備考 |
| ------------------ | --- | ------------------------------------- | --- |
| 2009年2月15日      | ミュージックレインgirls 春のチョコまつり                                                                 | 浜離宮朝日ホール 音楽ホール（東京都） | |
| 2010年12月26日     | スフィアと過ごす“一日遅れ”のプレミアムクリスマスパーティー                                               | SME乃木坂スクエア （東京都）          | ミュージックレインモバイル会員限定で抽選による招待。                                                                                                  |
| 2011年7月31日      | スフィアのオールナイトニッポンR! 史上最大の公開録音スペシャル!!                                          | 大宮ソニックシティ 大ホール（埼玉県） | 『LET・ME・DO!!』購入者から抽選で招待。 |
| 2011年11月12日     | スフィアと一緒に東京の海をクルージングしようじゃなイカ!?                                                 | 東京湾（東京都）                      | 『HIGH POWERED』購入者から抽選で招待。 |
| 2014年2月15日      | 『ラジオPl@net Sphere』公開録音2014 〜5周年チョコまつり〜                                                | TSBSマルチホール（東京都）            | ミュージックレインモバイル会員から抽選で招待。 |
| 2015年2月15日      | スフィア チョコ祭り2015 in 大宮ソニックシティ                                                            | 大宮ソニックシティ 大ホール（埼玉県） | |
| 2015年12月28日     | スフィアのMusic Rainbow 03                                                                               | 中野サンプラザ（東京都）              | |
| 2016年2月13日      | スフィア チョコ祭り2016 supported by スフィアポータルスクエア                                            | 科学技術館 サイエンスホール（東京都） | ポータルサイトからの応募者からチケットを抽選販売。 |
| 2017年2月12日      | スフィア チョコ祭り2017 supported by スフィアポータルスクエア                                            | 科学技術館 サイエンスホール（東京都） | ポータルサイトからの応募者からチケットを抽選販売。 |
| 2018年2月11日      | LAWSON presents スフィア チョコ祭り2018 supported by スフィアポータルスクエア                            | サイエンスホール（東京都）            | ポータルサイト会員の中からチケットを抽選販売。歌唱コーナーはなし。                                                                                    |
| 2019年2月16日      | LAWSON presents スフィア チョコ祭り2019 supported by スフィアポータルスクエア                            | 舞浜アンフィシアター（千葉県）        | 歌唱コーナーはなし。 |
| 2020年～2022年まで | 対面形式におけるイベント開催は無し                                                                       |                                       | コロナ禍のため、対面形式での単独イベントは実施されなかった。                                                                                          |
| 2023年4月22日      | LAWSON premium event 「スフィアの4 colors LABO」オフラインイベント～しーにゃんにゃんだよ！全員集合！！～ | 立川ステージガーデン                  | 新型コロナを取り巻く情勢の変化に伴い、新型コロナ関係の規制も徐々に緩和されていた時勢だったため、4年ぶりに実際の対面形式での単独イベント開催となった。 |
| 2024年2月12日      | LAWSON presents スフィア チョコ祭り2024 supported by スフィアポータルスクエア                            | 科学技術館 サイエンスホール           | |
| 2025年2月15日      | LAWSON presents スフィア チョコ祭り2025 supported by スフィアポータルスクエア                            | 科学技術館 サイエンスホール           | |

### 合同ライブ・イベント
| 出演日         | タイトル                                                             | 会場                                             | 備考 |
| -------------- | -------------------------------------------------------------------- | ------------------------------------------------ | --- |
| 2009年9月27日  | ランティス祭り                                                       | 富士急ハイランド コニファーフォレスト（山梨県）  | |
| 2009年10月23日 | TOKYO ASIA MUSIC MARKET アニメソングライブ                           | 品川ステラボール（東京都）                       | 戸松は別枠でソロ出演も行っている。 |
| 2009年11月1日  | RAGNAROK World Championship 2009                                     | パシフィコ横浜 国立大ホール（神奈川県）          | |
| 2010年8月28日  | Animelo Summer Live 2010 -evolution-                                 | さいたまスーパーアリーナ（埼玉県）               | |
| 2011年1月16日  | おとめ妖怪 ざくろ〜春、爛漫と〜                                      | 横浜BLITZ（神奈川県）                            | ライブコーナーのみ全員出演。 |
| 2011年10月29日 | 東日本大震災復興祭2011〜子供たちの未来のために〜                     | 国立代々木競技場 第二体育館（東京都）            | 大規模フェスとしては初の大トリを勤めた。 |
| 2011年12月4日  | リスアニ! LIVE 2011                                                  | 日本武道館（東京都）                             | |
| 2012年1月29日  | 夏色キセキ 制作発表会                                                | 日本青年館 大ホール（東京都）                    | |
| 2012年2月19日  | ミュ〜コミ+プラス presents アニメ紅白歌合戦                          | 東京国際フォーラム ホールA（東京都）             | 豊崎は紅組司会を担当。別イベントと重複した関係で出演予定が無かった戸松以外の各メンバーもゲスト扱いで出演していたが、終盤に戸松がサプライズで登場して全員揃って歌唱を行ない、そのままメンバー全員で終幕を迎えた。 |
| 2012年8月29日  | 夏色キセキ フェスティバル                                            | 東京国際フォーラム ホールA（東京都）             | |
| 2012年11月11日 | Anime Festival Asia                                                  | シンガポールエキスポ（シンガポール）             | |
| 2012年12月16日 | ミュ〜コミ+プラス presents アニメ紅白歌合戦vol.2                     | 国立代々木競技場 第一体育館（東京都）            | スフィアは紅組の司会も担当。序盤と終盤以外は各メンバーが交代で担当（以降回も同じ形式で出演）。 |
| 2013年1月27日  | リスアニ! LIVE 3 SUNDAY STAG                                         | 日本武道館（東京都）                             | |
| 2013年4月13日  | true tears×花咲くいろは×TARI TARI ジョイントフェスティバル           | 舞浜アンフィシアター（千葉県）                   | |
| 2013年8月25日  | Animelo Summer Live 2013 -FLAG NINE-                                 | さいたまスーパーアリーナ（埼玉県）               | |
| 2014年1月19日  | ミュ〜コミ+プラス presents アニメ紅白歌合戦vol.3                     | 国立代々木競技場 第一体育館（東京都）            | イベント終盤にももいろクローバーZとのスペシャル混成ユニット『ももいろスフィア』としても出演。 |
| 2014年1月25日  | リスアニ! LIVE 4 SATURDAY STAGE                                      | 日本武道館（東京都）                             | |
| 2014年9月14日  | ランティス祭り2014                                                   | 潮風公園・太陽の広場・野外特設ステージ（東京都） | |
| 2015年1月24日  | リスアニ! LIVE 5 SATURDAY STAGE                                      | 日本武道館（東京都）                             | |
| 2015年1月25日  | ミュ〜コミ+プラス presents アニメ紅白歌合戦vol.4                     | 国立代々木競技場 第一体育館（東京都）            | |
| 2015年8月29日  | Animelo Summer Live 2015 -THE GATE-                                  | さいたまスーパーアリーナ（埼玉県）               | fripSideとコラボで『ハッピー☆マテリアル』を歌唱。 |
| 2015年12月26日 | 「電波教師」YDスペシャルイベント 〜冬季特別講習〜                    | なかのZERO 大ホール（東京都）                    | |
| 2016年1月23日  | リスアニ！LIVE 2016 SATURDAY STAGE                                   | 日本武道館（東京都）                             | |
| 2016年1月31日  | ミュ〜コミ+プラス presents アニメ紅白歌合戦vol.5                     | 国立代々木競技場 第一体育館（東京都）            | イベント終盤には『電波教師』OPメドレーをTrySailメンバーと合わせて合計7人で歌うサプライズ企画が行われた。 |
| 2016年4月23日  | ずっと前から好きでした。〜告白実行委員会〜公開初日スペシャルイベント | 幕張メッセ イベントホール（千葉県）              | |
| 2016年7月2日   | Anisong World Matsuri 〜Japan Super Live〜                           | Microsoft Theater（アメリカ・ロサンゼルス）      | |
| 2016年10月14日 | スポーツ・オブ・ハート ミュージックフェス 2016                       | 国立代々木競技場 第一体育館（東京都）            | |
| 2017年1月28日  | リスアニ! LIVE 2017 SATURDAY STAGE                                   | 日本武道館（東京都）                             | |
| 2017年2月5日   | ミュ〜コミ+プラス presents アニメ紅白歌合戦vol.6 代々木ファイナル    | 国立代々木競技場 第一体育館（東京都）            | 終盤にはFULL KabsとHISASHI（GLAYのギタリスト）とによるスペシャルコラボが行われた。 |
| 2017年8月26日  | Animelo Summer Live 2017 -THE CARD-                                  | さいたまスーパーアリーナ（埼玉県）               | ソロパート他、i☆Risとのコラボでおジャ魔女カーニバル!!を歌唱する出演もあり。 |
| 2017年10月22日 | LAWSON premium event ミュージックレインフェスティバル2017            | 幕張メッセイベントホール（千葉県）               | 各メンバーによるソロ出演パートに、TrySailの楽曲カバーコーナーあり。 |
| 2019年6月20日  | ランティス祭り2019                                                   | 幕張メッセイベントホール（千葉県）               | |
| 2019年8月31日  | Animelo Summer Live 2019 -STORY-                                     | さいたまスーパーアリーナ（埼玉県）               | ソロパート他、i☆Risや氷川きよし、鈴木雅之とのコラボもあり。 |
| 2020年2月9日   | リスアニ!LIVE 2020                                                   | 幕張メッセイベントホール（千葉県）               | |